# Ronchetto sul Naviglio

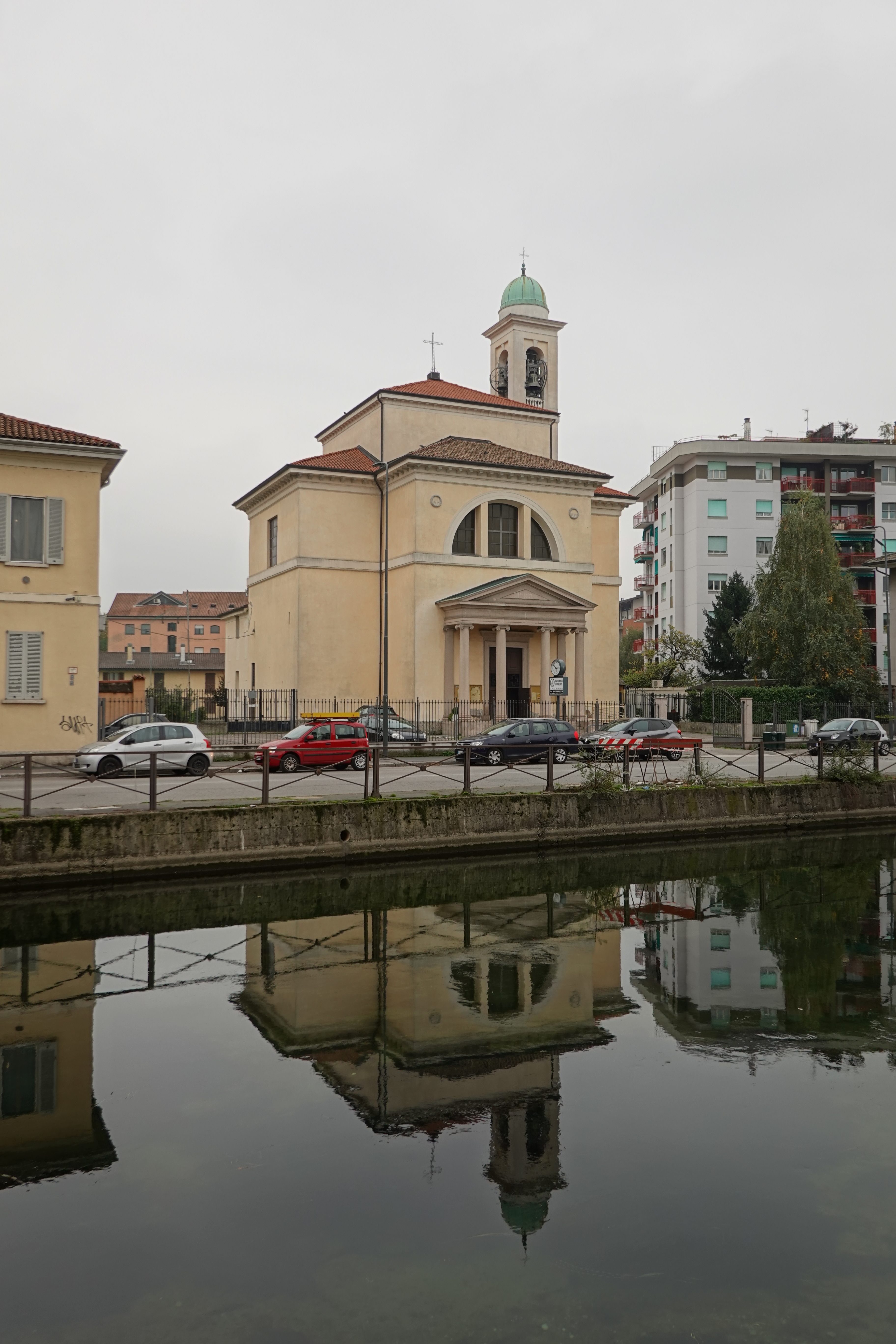
Die Pfarrkirche

Ronchetto sul Naviglio (lombardisch Ronchett [rũˈkɛt]) ist ein Stadtteil der norditalienischen Großstadt Mailand. Er befindet sich am Naviglio Grande im Westen der Stadt und gehört zum 6. Stadtbezirk.

## Geschichte
Die erste Erwähnung der zum Pfarrbezirk Cesano gehörenden Gemeinde Ronchetto ist 1346 datiert.
1808 wurde Ronchetto per Napoleonischen Dekret mit vielen anderen Vororten nach Mailand eingemeindet. Mit der Wiederherstellung des Österreichischen Herrschafts wurde die Gemeinde 1816 wieder selbstständig.
An der Gründung des Königreichs Italien (1861) zählte die Gemeinde Ronchetto 592 Einwohner. 1870 wurde Ronchetto in die Gemeinde Buccinasco eingemeindet. 1923 wurde der Ortsteil Ronchetto von Buccinasco getrennt und nach Mailand eingemeindet.